# Ferrara di Monte Baldo
Ferrara di Monte Baldo és un comune (municipi) de la província de Verona, a la regió italiana del Vèneto, situat a uns 120 quilòmetres a l'oest de Venècia i a uns 30 quilòmetres al nord-oest de Verona.
A 1 de gener de 2020 la seva població era de 250 habitants.
Ferrara di Monte Baldo limita amb els següents municipis: Brentino Belluno, Brenzone, Malcesine, San Zeno di Montagna, Avio i Caprino Veronese.